# Deuxième circonscription de Habro
La deuxième circonscription de Habro est une des 177 circonscriptions législatives de l'État fédéré Oromia, elle se situe dans la Zone Ouest Hararghe. Son représentant actuel est Chaltu Sani Ibrahim.